# Liste der Bischöfe von Sarlat
Die folgenden Personen waren Äbte und Bischöfe von Sarlat (Frankreich):

## Äbte von Sarlat
- Heiliger Odon
- Adace
- um 955: Assenaire
- um 960: Bassène
- um 975: Bernard I.
- um 994: Géraud I.
- um 1031: Aimeric
- 1060–1076: Etienne I.
- um 1085: Géraud II.
- um 1100 bis um 1130: Arnaud I.
- 1134–1140: Gilbert
- um 1153: Raimond de Fénelon
- um 1170: Guérin de Comarc
- um 1195: Raoul de Comarc oder Cormiac
- um 1201: R. de Sivrac
- 1202–1204: Arnaud II.
- um 1208: Bernard II. de Limegeouls
- um 1212: Gui de Cornil
- 1214–1225: Elie I. de Vinion
- um 1229: Etienne II. de Rignac
- um 1232: Elie II. Pierre
- um 1236: Bernard III. del Conderc
- 1238 bis um 1248: Géraud III. de Vaux
- um 1249: Elie III. de Magnac
- um 1250: Bernard IV.
- um 1254: Géraud IV. d’Aubusson
- 1260–1273: Arnaud III. de Stapon
- 1274–1280: Robert de Saint-Michel
- um 1282: Arnaud IV. de Villemur
- 1283–1312: Bernard V. de Vaux
- 1312–1317: Armand de Saint-Léonard (letzter Abt)

## Bischöfe von Sarlat
- 1318 bis 24. Dezember 1324: Raimond I. de Roquecorn (erster Bischof)
- 1325–1329: Bertrand I. Béranger
- 1330–1334: Arnaud Royard
- 1334–1338: Guillaume de Sandreux de Pédevèges
- 1338–1340: Pierre I. Bérenger Le Bourguignon
- 1341 bis 5. April 1346: Itier de Sandreux
- 1350–1358: Pierre II. Porquery de Mayrolles
- 1359–1361: Hélie de Salignac
- 1361–1368: Austence (oder Austère) de Sainte-Colombe
- 1369–1370: Bertrand II.
- 1370 bis 1. April 1396: Jean I. de Reveilhon oder de Reveillon
- 1396–1397: Gaillard, Galard oder Géraud de Palayrac
- 1398–1407: Raimond II. de Castelnau de Bretenoux
- 1407 bis 15. Oktober 1410: Jean II. Lami
- 1410 bis 6. Mai 1416: Jean III. Arnaud
- 1416 bis 26. Oktober 1446: Bertrand III. de La Cropte de Lenquais
- 1447–1461: Pierre III. de Bonald
- 1461–1485: Bertrand IV. de Roffignac
- 1485 bis 14. Oktober 1492: Pons de Salignac (de La Mothe-Fénelon)
- 1498–1519: Armand de Gontaut-Biron
- 1519–1527: Charles de Bonneval
- 1527 bis 1. April 1529: Guy d’Aydie
- 1. April 1529 bis 1529 oder 1530: Jean IV. de Reillac, Reilhac oder Rillac
- 1531–1533: Jacques de Larmandie
- 1533–1546: Nicolas I. Gaddi, Kardinal von Saint-Théodore
- 1546–1567: François I. de Saint-Nectaire
- 28. August 1567 bis 1578: François II. de Salignac de La Mothe-Fénelon
- 1579 bis 6. Februar 1598: Louis I. de Salignac de La Mothe-Fénelon
- um 1602 bis 22. Mai 1639: Louis II. de Salignac de La Mothe-Fénelon
- 14. Dezember 1642 bis 1650: Jean V. de Lingendes
- 1650–1658: Nicolas II. de Sevin
- 25. Mai 1659 bis 1. Mai 1688: François III. de Salignac de La Mothe-Fénelon
- 15. August 1688 bis 23. Oktober 1701: Pierre-François de Beauvau de Rivau (Haus Beauvau)
- 26. März 1702 bis 8. Januar 1721: Paul de Chaulnes
- 1721: Joseph-Alphonse de Valbelle
- 25. September 1721 bis 3. Mai 1747: Denis-Alexandre Le Blanc
- 27. September 1747 bis 1777: Henri-Jacques de Montesquiou-Fézensac-Poylebon
- 4. Januar 1778 bis 1790: Joseph-Anne Ponte d’Albaret